# West Yorkshire
West Yorkshire is een stedelijk graafschap (metropolitan county) in de Engelse regio Yorkshire and the Humber en telt 2.079.211 inwoners. De oppervlakte bedraagt 2.029 km². Er is geen county council.

## Demografie
Van de bevolking is 15,0 % ouder dan 65 jaar. De werkloosheid bedraagt 3,6 % van de beroepsbevolking (cijfers volkstelling 2001).
Het aantal inwoners steeg van ongeveer 2.061.700 in 1991 naar 2.079.211 in 2001.

## Overzicht districten
| Lokaal bestuurde gebieden en plaatsen | Lokaal bestuurde gebieden en plaatsen |
| Nr.                                   | District                              |
| ------------------------------------- | ------------------------------------- |
| 1                                     | Leeds                                 |
| 2                                     | Wakefield                             |
| 3                                     | Kirklees                              |
| 4                                     | Calderdale                            |
| 5                                     | Bradford                              |

| Detailkaart |
| ----------- |
|             |

## Plaatsen
- Ackworth
- Baildon, Batley, Beeston, Bingley, Birkby, Boston Spa, Bradford, Brighouse
- Castleford, Cleckheaton, Copley, Cragg Vale, Cullingworth
- Denby Dale, Dewsbury
- Elland, Emley, Esholt
- Fairburn Ings, Fitzwilliam
- Garforth, Golcar, Gomersal, Greetland, Guiseley
- Halifax, Harewood, Hartshead, Hartshead Moor, Haworth, Hebden Bridge, Heckmondwike, Hemsworth, Heptonstall, Holmfirth, Honley, Horbury, Huddersfield
- Ilkley
- Keighley, Kirkburton, Kirkstall
- Ledsham, Ledston, Leeds, Linthwaite
- Marsden, Meltham, Mirfield, Morley, Mytholmroyd
- New Mill, Newmillerdam, New Farnley, Nostell
- Oakworth, Ossett, Oxenhope, Otley, Oulton
- Pontefract, Pudsey
- Queensbury
- Rastrick, Riddlesden, Ripponden, Rothwell
- Saltaire, Sandal, Scammonden Scarcroft, Scholes, Shelley, Shibden, Shipley, Silsden, Slaithwaite, Sowerby Bridge, Stanbury
- Temple Newsam, Thornbury, Thornton, Thornhill, Todmorden, Tong
- Wakefield, Walton, West Bretton, Wetherby, Whitkirk, Wilsden,
- Yeadon

Bedfordshire · Berkshire · City of Bristol · Buckinghamshire · Cambridgeshire · Cheshire · Cornwall · Cumbria · Derbyshire · Devon · Dorset · Durham · East Riding of Yorkshire · East Sussex · Essex · Gloucestershire · Greater London · Greater Manchester · Hampshire · Herefordshire · Hertfordshire · Isle of Wight · Kent · Lancashire · Leicestershire · Lincolnshire · City of London · Merseyside · Norfolk · Northamptonshire · Northumberland · North Yorkshire · Nottinghamshire · Oxfordshire · Rutland · Shropshire · Somerset · South Yorkshire · Staffordshire · Suffolk · Surrey · Tyne and Wear · Warwickshire · West Midlands · West Sussex · West Yorkshire · Wiltshire · Worcestershire
Overig: Stedelijke en niet-stedelijke graafschappen · Traditionele graafschappen
Bath and North East Somerset* · Bedfordshire · Berkshire · Blackburn & Darwen* · Blackpool* · Bournemouth* · Brighton & Hove* · Bristol* · Buckinghamshire · Cambridgeshire · Cheshire · Cornwall · Cumbria · Darlington* · Derby* · Derbyshire · Devon · Dorset · Durham · East Riding of Yorkshire* · East Sussex · Essex · Gloucestershire · Greater London · Greater Manchester · Halton* · Hampshire · Hartlepool* · Herefordshire* · Hertfordshire · Hull* · Isle of Wight* · Kent · Lancashire · Leicester* · Leicestershire · Lincolnshire · Luton* · Medway* · Merseyside · Middlesbrough* · Milton Keynes* · Norfolk · Northamptonshire · Northumberland · North East Lincolnshire* · North Lincolnshire * · North Somerset* · North Yorkshire · Nottingham* · Nottinghamshire · Oxfordshire · Peterborough* · Plymouth* · Poole* · Portsmouth* · Redcar & Cleveland* · Rutland* · Shropshire · Somerset · Southend-on-Sea* · Southampton* · South Gloucestershire* · South Yorkshire · Staffordshire · Stockton-on-Tees* · Stoke-on-Trent* · Suffolk · Surrey · Swindon* · Telford & Wrekin* · Thurrock* · Torbay* · Tyne & Wear · Warrington* · Warwickshire · West Midlands · West Sussex · West Yorkshire · Wiltshire · Worcestershire · York* 
Overig: Ceremoniële graafschappen · Traditionele graafschappen